# ددتس
ددتس (به بلغاری: Dedets) یک منطقهٔ مسکونی در بلغارستان است که در شهرستان کیرکوفو واقع شده‌است.